# Битва при Булу
Битва при Булу (также упоминается как Вторая битва при Булу; 29 апреля — 1 мая 1794 года) была битвой Войны в Пиренеях во время французских революционных войн. В этом сражении французская армия Восточных Пиренеев во главе с Жаком Франсуа Дюгомье атаковала объединённую испано-португальскую армию Каталонии под командованием Луиса Фирмена де Карвахаля, графа де ла Униона. Решительная победа Дюгомье привела к тому, что французы вернули себе почти всю землю, которую они уступили Испании в 1793 году. Коммуна Ле Булу находится в 20 км к югу от столицы департамента Перпиньяна и в 7 км к северу от Ле Пертюса на границе Франции и Испании.
Весной 1794 года испанская армия удерживала часть французской территории к югу от реки Тек и к северу от Пиренеев. Испанское правое крыло на побережье Средиземного моря было отделено от центра и левого крыла гористой местностью. Сначала Дюгомье провёл успешную ложную атаку своим правым крылом, которая отвлекла испанские войска от французского центра. Затем он направил основную часть своих сил между испанским центром и правым флангом. Они обошли испанский центр и заставили своих противников отступать через труднопроходимый горный перевал. Испанцы понесли тяжёлые потери и бросили обозы и всю свою артиллерию.

## Предыстория

### 1793 год
1793 год был тяжёлым временем для плохо подготовленных французских войск, защищавших Руссильон от испанской армии генерал-капитана Антонио Рикардоса. В июне осада Бельгарда завершилась сдачей французами форта Бельгард, который доминировал над ключевым проходом Ле Перт через Пиренеи. Однако в битве при Перпиньяне 17 июля Рикардос был отбит. Французская армия снова возродилась под командованием дивизионного генерала Юсташа Шарля Жозефа д’Уста, нанеся своим врагам неожиданное поражение в битве при Пейресторте 17 сентября. Пять дней спустя Рикардос победил французов в битве при Труйа.
После этого испанский генерал отступил к долине реки Тек, где отбил серию попыток французов отогнать его обратно в Испанию. Д’Уст без успеха пытался выгнать испанцев из Ле Булу 3 октября. В кровавой битве при Теке (или Пла-дель-Рей) с 13 по 15 октября Рикардос отбивал атаки дивизионного генерала Луи Мари Тюрро. 7 декабря Д’Уст атаковал Вильлонг-Дель-Мон и снова был побеждён. Испанцы захватили форт Сен-Эльм благодаря предательству его командира, а 20 декабря захватили порт Коллиур, уничтожив 4 из 5 тыс. человек, составлявших его гарнизона. Вскоре д’Уст был арестован и впоследствии казнён.

### Новые командиры
16 января 1794 года, после успешного окончания осады Тулона, французскую армию возглавил дивизионный генерал Жак Франсуа Дюгомье. Он начал полную реорганизацию армии, основал склады снабжения, больницы и арсеналы, а также улучшил дороги. После получения подкрепления от армии Тулона полевая армия Дюгомье насчитывала 28 тыс. человек. Кроме этого, у него было 20 тыс. солдат гарнизонных войск и 9 тыс. необученных добровольцев. Он сформировал свою полевую армию в три пехотные дивизии под командованием дивизионных генералов Катрин-Доминика Периньона, Пьера Ожеро и Пьера Франсуа Соре. У него также была кавалерийская дивизия численностью 2,5 тыс. человек, возглавляемая дивизионным генералом Андре де ла Барром, и резерв, возглавляемый бригадным генералом Клод-Виктором Перреном.
В отчете от 30 апреля 1794 года указывалось, что Левая дивизия Соре насчитывает 7362 пехотинцев и 100 кавалеристов, а бригада Виктора насчитывает 2669 пехотинцев. Правая дивизия Ожеро состояла из 2039 пехотинцев и 80 кавалеристов под командованием бригадного генерала Гийома Мирабеля, 4127 пехотинцев под командованием бригадного генерала Жана Жозефа Гиё и отдельного отряда из 235 человек под командованием Жака Лорана Жилли. Периньон руководил бригадами под командованием бригадных генералов Доминика Мартина (3091 человек), Теодора Шабера (2648), Франсуа Пуана (2774), Луи Лемуана (3257) и Иасента Франсуа Жозефа Депинуа (1074), отдельным отрядом под командованием бригадного генерала Франсуа Жана Батиста Кенеля (550), Левым отдельным отрядом (1994 пехотинцев, командир не указан), смешанной бригадой ла Барра (1357 пехотинцев и 1907 кавалеристов) и резервной артиллерией из 150 артиллеристов.
Зимой Рикардос отправился в Мадрид, чтобы обсудить детали кампании. Он умер там 13 марта 1794 года, предположительно после того, как выпил чашку отравленного шоколада, предназначенного для фаворита короля Мануэля Годоя. Более вероятно, что Рикардос умер от пневмонии. Капитан-генералу Алехандро О’Рейли, назначенному преемником Рикардоса, было уже больше 70 лет, и он умер 23 марта от кишечной болезни, не успев добраться до фронта. На время командование армией Каталонии взял на себя генерал-лейтенант Херонимо Хирон-Моктесума, маркиз де лас Амарильяс. В конце апреля командование армией принял генерал-лейтенант Луис Фермин де Карвахаль, граф де ла Унион. Удручённый состоянием армии, де ла Унион трижды отказывался от командования, говоря, что тут нужен ангел, а не человек.

## Битва

### Ловушка для испанцев
Де ла Унион развернул свою 20-тысячную армию в долине реки Тек, обороняя позиции как к северу, так и к югу от реки. Генерал-лейтенант Эухенио Наварро командовал дивизией правого фланга, которая удерживала Коллиур и Пор-Вандр на побережье. Центральная дивизия генерала-лейтенанта де лас Амариласа, насчитывающая 8,3 тыс. человек, удерживала опорные пункты в Ле-Булу, Монтескьё-Дез-Альбере и лагере Тромпэ. Генерал-лейтенант Хуан Мигель де Вивес-и-Фелиу с 5,5 тыс. солдатами дивизии левого фланга защищал Сере, где де ла Унион установил свою штаб-квартиру. Португальский контингент генерал-лейтенанта Джона Форбса был дислоцирован слева в Арль-сюр-Тек и Амели-ле-Бен-Палальда.
Дюгомье разместил Ожеро на своем правом фланге с 6,4 тыс. пехотинцев и 80 кавалеристами. Правая бригада Ожеро заняла Тайет, центральная бригада Омс, а левая бригада Ллоро. Дивизия Соре, состоящая из 7,3 тыс. пехотинцев и 100 гусаров, удерживала прибрежный сектор на левом фланге. Центральная дивизия Периньона представляла основные ударные силы французов и насчитывала 8,5 тыс. пехотинцев и 1,3 тыс. кавалеристов при поддержке трёх резервных бригад общей численностью 7 тыс. человек.
Французский командующий полагал, что основная масса испанской армии была слишком далеко на западе, и планировал использовать эту слабость. Он надеялся пересечь Тек и опрокинуть правый фланг испанской центральной дивизии. Для упрощения задачи он приказал Ожеро нанести отвлекающий удар по войскам в Сере, чтобы заставить испанцев привлечь больше войск на свой левый фланг. Периньон держал свои войска подальше от реки, чтобы скрыть истинные намерения французов. Основные испанские коммуникации проходили от Ле-Булу через перевал Ле Пертюс на высоте 200 м около форта Бельгард. Дюгомье хотел заставить Каталонскую армию отступить через гораздо более сложный перевал Коль дю Портей на высоте 800 м, который был в 4 км к юго-западу от Ле Пертюса. Если бы ему удалось этого добиться, испанцам пришлось бы бросить свои повозки, пушки и припасы.
В конце апреля Ожеро построил редут в пустыне Сен-Ферриоль, к северу от Сере. В ответ де ла Юньон построил два своих редута. 27 апреля Ожеро прощупал испанские позиции и отошёл. На следующий день он захватил один из новых испанских редутов, заставив командующего испанской армией перебросить 2 тыс. солдат под командованием принца Монфорте с центра на левый фланг. 29 апреля де ла Унион направил 3 тыс. солдат, в том числе кавалерию во главе с генералом Педро Мендинуэта-и-Мускисом, атаковать Ожеро на северном берегу. Следуя своим инструкциям, командир французской дивизии предпринял арьергардный бой, завлекая испанские войска к Омсу. Де ла Унион, наконец, остановил атаку, но оставил конницу Мендинуэта, чтобы наблюдать за Ожеро.
Той ночью испанские генералы провели военный совет. Начальник штаба де ла Униона Томас Морла разгадал план Ожеро и предложил атаковать дивизией Наварро справа, в то время как де Вивес и де лас Амарилас объединёнными силами должны были атаковать французский центр около Ле Булу. Совет согласился с предложенным им планом действий, который обеспечил бы путь снабжения из Ле Булу в Бельгард. В качестве меры предосторожности совет решил отвести армейский обоз по дороге в Бельгард. Тем не менее, они решили, что у них ещё есть в запасе время, чтобы отдать приказы на следующее утро, а не в тот же вечер.

### Французская атака
Ранним утром 30 апреля дивизия Периньона пересекла Тек вброд возле коммуны Бруйя, планируя подняться в горы позади испанских лагерей и занять там оборону. Левая фланговая бригада Мартина прошла мимо Сен-Жени-де-Фонтэн и начала подниматься на вершину Сен-Кристофер. Достигнув её, французы установили шесть пушек и 13 гаубиц для ведения огня по испанским позициям с тыла. Затем часть его бригады двинулась на запад, чтобы перерезать дорогу в Бельгард. Бригада Шабера наступала на Вильлонг-Дель-Мон, в то время как бригада Пуана на правом фланге французов атаковала укрепленный лагерь в Монтескьё-Дез-Альбере, защищаемый полковником Франсиско Хавьером Венегасом. Войска Пуана поддерживал Ла Барр, а Виктор с резервной бригадой занял Сен-Жени, чтобы удержать дивизию Наварро, направляющую помощь в испанский центр. Ещё две резервные бригады под командованием Лемуана атаковали лагерь в Тромпэ. Пока в центре велись эти сражения, Ожеро отбил Омс у Мендинуэта на правом французском фланге, а Соре вытеснил Наварро из Аржелес-сюр-Мер слева. Чтобы создать впечатление превосходства французов, Дюгомье выстроил большое количество плохо обученных добровольцев возле своей штаб-квартиры в Баниёль-Дель-Аспре.
Де ла Унион отправил Монфорте с 2,8 тыс. пехотинцев и 800 кавалеристов для укрепления сил в Тромпэ и Дель Пуэрто, и ещё 2 тыс. на помощь Венегасу. Но ни одно из этих войск не смогло сдержать французское наступление.
1 мая, видя, что его защита полностью разбита, де ла Унион приготовился отступить. Монфорте ушёл из Тромпэ и переправился на южный берег через брод возле Ле Булу. В тот день французы штурмом захватил лагерь в Монтескьё-Дез-Альбере, и испанцы отступили, забрав с собой тяжело раненого Венегаса. Ла Барр послал Кенеля с кавалерией вдоль южного берега, чтобы прервать отступление испанцев, но эта попытка провалилась. На западном фланге Ожеро послал войска под командованием Гиё и Мирабеля, чтобы отбросить конницу Мендинуэта обратно в Сере.
Преследуемый конницей Кенеля, Монфорте отступил на юг по дороге в Бельгард. Но в Ле Клюзе он столкнулся с засадой, устроенной бригадой Мартина. Во время наступившего хаоса часть испанских повозок и артиллерийского обоза были уничтожены или брошены. Большая часть испанской армии направилась в Морейа-Ла-Илла, прежде чем подняться по крутой дороге к Коль дю Портей. Прикрыв отход войск в Сере, де Вивес вышел из города, а Ожеро пересёк мост и продолжил беспокоить испанский арьергард. Португальская дивизия ушла через перевал дальше на запад.

## Итог
Испанская армия потеряла 2 тыс. убитых и раненых. Ещё 1,5 тыс. солдат, 140 орудий и все обозы и багаж попали в руки французов. Французские потери были указаны как 20 убитых; количество раненых неизвестно. Историк Дигби Смит писал: «Испанская армия не смогла оправиться после этой неудачи». После Булу единственными испанскими фортами на французской земле оставались Коллиур и Бельгард. Французы захватили Коллиур 26 мая, то время как Бельгард держался до 17 сентября 1794 года.

### Заметки
1. ↑  Местоположение лагеря Тромпэ (Trompettes) точно неизвестно.

### Цитаты
1. 1 2  Smith, 1998, p. 57.
2. ↑  Prats, 2007a.
3. ↑  Smith, 1998, p. 63.
4. ↑  Phipps, 2011, p. 166.
5. ↑  Smith, 1998, p. 64.
6. ↑  Phipps, 2011, p. 167.
7. ↑  Ostermann, 1987, pp. 406–407.
8. ↑  Nafziger, 2011.
9. 1 2  Phipps, 2011, p. 171.
10. ↑  Prats, 2007b.
11. ↑  Phipps, 2011, p. 172.
12. 1 2 3 4 5 6 7  Prats, 2007d.
13. 1 2 3 4  Prats, 2007c.
14. ↑  Rickard, 2009.
15. ↑  Smith, 1998, p. 77.
16. ↑  Smith, 1998, pp. 81–82.
17. ↑  Smith, 1998, p. 91.

## Для дальнейшего чтения
- Hugo, Abel. France militaire: histoire des armées francaises de terre et de mer de 1792 à 1833 (фр.). — Paris: Delloye, 1833.
- Pope, Stephen. The Cassell Dictionary of the Napoleonic Wars (англ.). — Cassell, 1999.